# Vibrometer

Funktionsprinzip eines Laser-Doppler-Vibrometers

Ein Vibrometer (Kurzform für Laser-Doppler-Vibrometer) ist ein Messgerät zur Quantifizierung mechanischer Schwingungen. Es kann zur Messung von Schwingungsfrequenz und -amplitude verwendet werden.
Vibrometer enthalten einen Laser, der auf die zu messende Oberfläche fokussiert wird. Aufgrund des Doppler-Effekts verschiebt sich bei einer Bewegung der zu messenden Oberfläche die Frequenz des zurückgestreuten Laserlichts. Diese Frequenzverschiebung wird im Vibrometer mittels eines Interferometers ausgewertet und als Spannungssignal oder digitaler Datenstrom ausgegeben. Ein Scanning-Vibrometer erlaubt eine flächenhafte Messung von Schwingungen.

## Anwendung
Vibrometer werden in einer Vielzahl von wissenschaftlichen, industriellen und medizinischen Bereichen eingesetzt. Hier einige Beispiele:
- Luft- und Raumfahrt – Vibrometer werden als Werkzeuge zur zerstörungsfreien Überprüfung von Flugzeugkomponenten eingesetzt.[1]
- Akustik – Vibrometer sind Standard-Werkzeuge für das Design von Lautsprechern. Darüber hinaus wurden sie schon verwendet, um das Schwingverhalten von Musikinstrumenten zu erfassen.[2]
- Architektur – Vibrometer werden verwendet, um das Schwingverhalten von Gebäuden und Brücken (Brückeninstandhaltung) zu erfassen.[3][4]
- Automobilbau – Vermessung der Schwingungsmoden einzelner Komponenten oder ganzer Fahrzeuge.[5]
- Schallschnellenmessung: Eine Schallschnelle bringt eine dünne Folie in Schwingung. Diese Schwingung der Folie wird mit einem Laser-Doppler-Vibrometer gemessen und daraus der Schalldruck ermittelt.[6]
- Biologie – Vibrometer wurden zum Beispiel für die Untersuchung des Trommelfells im Ohr[7] oder für die Visualisierung der Kommunikation von Insekten eingesetzt.[8]
- Kalibrierung – Da Vibrometer im Verhältnis zur Wellenlänge des Lichts kalibriert werden, setzt man sie ein, um andere Messinstrumente zu kalibrieren.[9]
- Festplatten – Vibrometer wurden bereits für die Untersuchung von Festplatten, besonders in der Positionierung des Lesekopfes, eingesetzt.[10]
- Finden von Landminen – Vibrometer haben gezeigt, dass sie vergrabene Landminen erkennen können. Eine Geräuschquelle, beispielsweise ein Lautsprecher, regen den Boden zum minimalen Schwingen an. Diese Schwingungen werden vom Vibrometer erfasst. Der Boden über einer vergrabenen Landmine zeigt ein anderes Schwingverhalten als Boden ohne Landmine. Minenerkennung mit einstrahligen Vibrometern,[11] einer Anordnung von Vibrometern,[12] und mehrstrahligen Vibrometern[13] wurde bereits erfolgreich durchgeführt.
- Sicherheit – Auf Grund ihrer Eigenschaft der berührungslosen Schwingungsmessung eignen sich Vibrometer auch zur Erfassung von Stimmen über große Entfernungen. Mit Hilfe eines visuellen Sensors (Kamera) wird das Vibrometer auf eine Schall-reflektierende Oberfläche in der Nähe des Ziels gerichtet, um die akustischen Signale aufzufangen.[14]
- Materialforschung - Durch Ihre berührungslose Messmethodik erlauben Laser Vibrometer, insbesondere Scanning Laser Vibrometer, die Untersuchung von Materialoberflächen. Dies erlaubt das Auffinden von Fehlstellen in Kristallgittern oder ähnlichen Materialien aufgrund des unterschiedlichen Streuverhaltens von Schwingungen an diesen Stellen.[15]

## Ältere Messgeräte
Vor Einführung der elektrooptischen Schwingungs-Messtechnik wurde ab ca. 1894 der Pallograph zur Messung von Schwingungen eingesetzt. Dieser von O. Schlick erfundene Apparat misst die waagerechten und senkrechten Komponenten von Schiffsschwingungen und zeichnet diese selbsttätig auf. Um die Transversalschwingungen getrennt von den Torsionsschwingungen zu messen, bediente man sich unterschiedlicher Aufstellorte im Schiff.